# Spodoptera subterminalis
Spodoptera subterminalis är en fjärilsart som beskrevs av Walker 1856. Spodoptera subterminalis ingår i släktet Spodoptera och familjen nattflyn. Inga underarter finns listade i Catalogue of Life.